# Ернст Ріттер
Ернст Ріттер (нім. Ernst Ritter; 18 жовтня 1889, Віслет — ?) — німецький фермер і сільськогосподарський політик, гауптштурмфюрер СС. Член НСДАП (квиток №357 070). Кавалер Лицарського хреста Хреста Воєнних заслуг.

## Нагороди
- Залізний хрест 2-го і 1-го класу
- Почесний хрест ветерана війни з мечами
- Хрест Воєнних заслуг 2-го і 1-го класу
- Лицарський хрест Хреста Воєнних заслуг (4 жовтня 1942)[1]